# Закон о разрешении на национальную оборону на 2022 финансовый год
Закон о разрешении на национальную оборону на 2022 финансовый год (англ. National Defense Authorization Act for Fiscal Year 2022) — закон США, принятый Сто семнадцатым Конгрессом и подписанный президентом Джо Байденом 27 декабря 2021 года. Данный закон определяет бюджет, расходы и политику Министерства обороны США за 2022 финансовый год, в размере 768 миллиардов долларов.

## История
Законопроект «S.1605» о политике в области военных расходов на 2022 год был представлен сенатором Риком Скоттом 13 мая 2021, который был единогласно одобрен Сенатом 9 июня. Вслед за ним последовал схожий законопроект «H.R.4350», представленный в Палате представителей конгрессменом Адамом Смитом 2 июля 2021 года. 
23 сентября 2021 года Палата представителей одобрила свою версию законопроекта голосованием 316 «за» и 113 «против».
17 ноября 2021 Сенат одобрил вариант закона Палаты представителей вместо своего (84 «за» и 15 «против»). Однако конфликт в Сенате привёл к тому, что версия законопроекта, представленная в Сенате, была приостановлена из-за возражений сенатора Марко Рубио по поводу прилагаемого пакета поправок. Компромиссный законопроект был создан на основе ранее внесенного в Сенат законопроекта «S.1605» 7 декабря, и Палата представителей одобрила его в тот же день при двухпартийной поддержке, в котором были исключены некоторые положения из сенатской версии законопроекта о военных расходах. 15 декабря компромиссный законопроект был согласован Сенатом.
27 декабря 2021 года законопроект о разрешении на национальную оборону на 2022 год был подписан президентом Байденом.